# Тарокки Мантеньи
Тарокки Мантеньи (итал. Tarocchi del Mantegna) — две различные колоды карт, созданные двумя разными неизвестными по имени итальянскими художниками XV века и состоящие каждая из 50 гравюр на меди. Известны как «Тарокки Мантеньи, серия Е» и «Тарокки Мантеньи, серия S». Их авторы соответственно известны как «Мастер Тарокки Мантеньи серии Е» и «Мастер Тарокки Мантеньи серии S».

## История

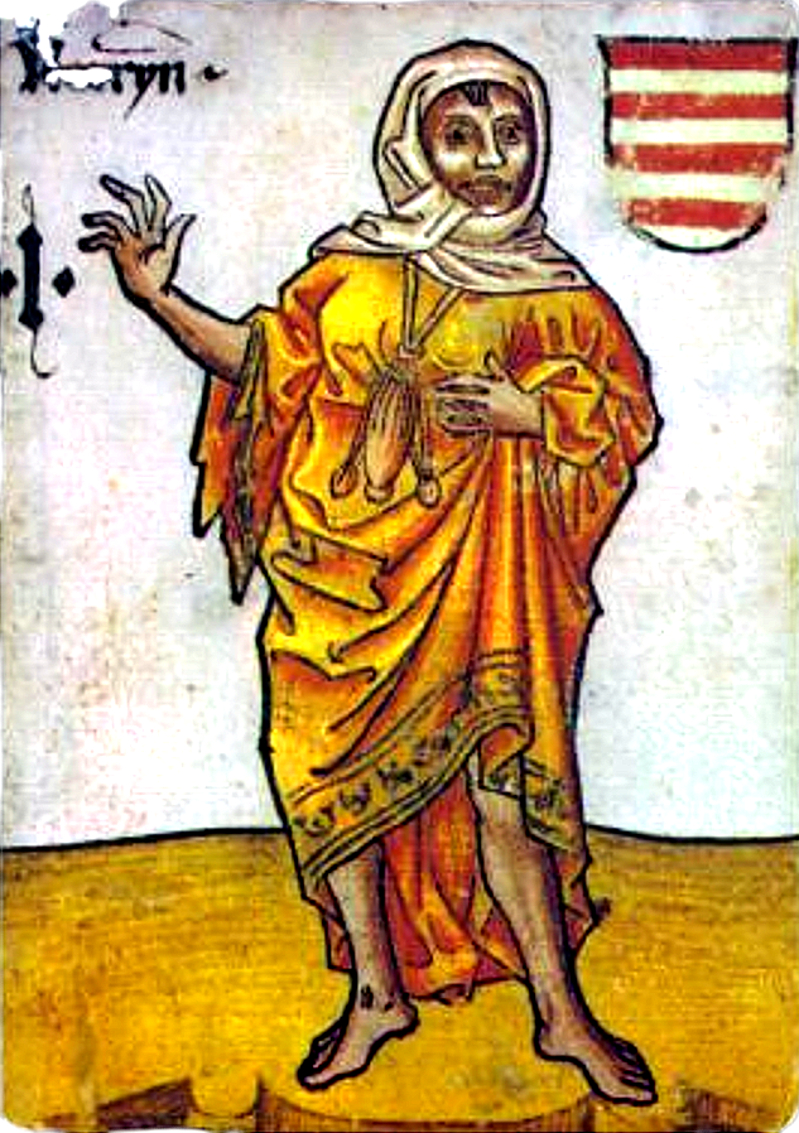
Карта из колоды Hofämterspiel, между 1420 и 1440

Карты Таро появились в Италии между 1420 и 1440 годами. В 1450 году в Милане появляется колода Таро Висконти — Сфорцы. Сохранившиеся фрагменты этих колод послужили прототипом современной колоды Таро из 78-и листов. Тарокки Мантеньи — также ранняя колода, которая наряду с колодой Висконти — Сфорцы признаётся наиболее ранней известной подобной колодой. Сходство некоторых карт из Тарокки Мантеньи с картами Таро Висконти — Сфорцы значительно, но вопрос о том, кто на кого оказал влияние, остаётся открытым из-за отсутствия точных датировок. Предполагали, что Тарокки Мантеньи может быть даже более ранней колодой, нежели Висконти — Сфорцы. Вероятно, и создатели Таро Висконти — Сфорцы, и составители серий Тарокки Мантеньи почерпнули свои идеи из общего источника — мистической символики Ренессанса, которая содержала много языческих, неоплатонических, герметических идей. С точки зрения Уильяма Хьюза Уилшира источником вдохновения создателя Тарокки Мантеньи являются: 1) трактат начала XV века по геральдике, в котором содержится описание Девяти муз и Семи искусств, включенных в колоду Тарокки Мантеньи, 2) детская игра «naibi» о которой говорилось в «Хронике» Морелли.
В Тарокки Мантеньи нет мастей. В некоторых отношениях Тарокки Мантеньи напоминают ''Hofämterspiel'' («Игра с придворными должностями», набор карт XV века). Но Тарокки Мантеньи отображает видение мирового порядка согласно гуманистическому взгляду, а Hofämterspiel иллюстрирует структуру феодального общества. Элементы колоды Тарокки Мантеньи, возможно, упоминал Джорджо Вазари, писавший в своих «Жизнеописаниях» о Мантенье, что он создал медные оттиски trionfi.
Несмотря на устоявшееся к XIX веку название, карты не являются в прямом смысле колодой карт Таро, но, вероятно, использовались для образовательных целей. Название представляется результатом неправильного сопоставления этих карт с Таро (итал. Tarocchi) со стороны ранних исследователей. Это — серия гравюр на меди. Они представляют собой гуманистическую модель космоса эпохи Возрождения, отражают сферы деятельности человека, представления об античной мифологии, идеологию и социальную структуру своего времени. Двадцать две карты Тарокки Мантеньи имеют сходство с картами Таро.
Существует несколько копий Тарокки Мантеньи и более поздних версий. В Британском Музее хранится набор из 47 карт Тарокки Мантеньи, а в Национальной Библиотеке Франции хранится полный набор из всех 50 карт. Некоторые из старых колод были соединены в виде книги (в том числе в экземпляре Национальной библиотеки Франции), но все копии первоначально печатались на отдельных листах бумаги. Также экземпляры карт хранятся в музеях Уффици (Флоренция, Италия), в Чатсуорт-хаус (Дербишир, Великобритания) и других музеях.

## Проблема авторства
Современные искусствоведы больше не считают, что Андреа Мантенья (1432—1506), живописец и гравёр Падуанской школы, был автором гравюр, на которых основаны карты, как считалось до XIX века. Иногда эти карты неправильно называют «Carte di Baldini», хотя флорентийский гравёр Баччо Бальдини также, вероятно, не имеет к ним отношения. Также Тарокки Мантеньи приписывали художнику круга Бартоломео Виварини или Карло Кривелли из Венеции. Эмиль Галишон приписывал представителю флорентийской школы Сандро Боттичелли оригинальные рисунки, которые были затем гравированы.
Анри Делаборд отмечал, что Тарокки Мантеньи не может быть игрой Таро, поскольку организация фигур и их групп не имеет ничего общего с игрой в таро. Галишон и Делаборд отчётливо видели в колоде флорентийский стиль. Сейчас принято считать, что Тарокки Мантеньи являются работой художников феррарской школы. Кеннет Кларк, исследователь искусства эпохи Ренессанса, приписывал их создание художнику Анджело Паррасио (1516—1578), мастеру феррарской школы. Адольфо Вентури приписывал Галассо, художнику из Феррары, а искусствоведы Хинд и Беренсон связывали их с кругом Франческо Косса. Другие данные указывают на Венецию, что проявлется в надписях на местном наречии, фигура дожа также характерна именно для Венеции. Но феррарский диалект предлагает очень похожие варианты написания слов.

## Состав Тарокки Мантеньи
Структура колоды и её группы имеют мало общего с игрой Таро (Эмиль Галишон первым отмечал, что колода Таро состоит из 78 карт, организованных в различные конкретные группы, а колода Тарокки Мантеньи включает только 50, которые разделены на 5 групп по 10 карт):
- 1. Социальное состояние человечества (1. Нищий, 2. Слуга, 3. Ремесленник или Мастер, 4. Торговец, 5. Представитель «среднего класса», 6. Рыцарь, 7. Герцог, 8. Король, 9. Император, 10. Папа римский);
- 2. Девять Муз и Аполлон (состоит из изображений Девяти муз и Аполлона, музы покровительствуют определенным искусствам, атрибуты которых изображены на картах);
- 3. Свободные искусства (состоит из триады Грамматики, Риторики и Диалектики; Геометрии, Арифметики, Музыки и Астрономии; Поэзия, Философия и Теология дополняют этот список до десяти, каждая из них держит в руках символ);
- 4. Добродетели (состоит из семи Главных Добродетелей, изображенных в виде женских фигур и трёх Гениев Жизни: Интеллектом, Временем и Космосом, которые изображаются Ангелами; каждая фигура держит символ, рядом с семью Главными Добродетелями изображены фигуры животных).
- 5. Небесные сферы (семь планет и три высших сферы, каждой из которых соответствует символ).

На каждой карте имеется название и римская цифра по центру нижней части карты, плюс — арабская цифра в нижнем правом углу. В левом нижнем углу имеется буква, эти буквы как раз и разделяют карты на пять классов.
Некоторые образы были скопированы из игральных карт; другие были взяты из различных источников современного им искусства; некоторые из них были созданы фантазией самих художников.
Две оригинальные серии Тарокки Мантеньи называются Серия Е и Серия S, первая из которых обычно считается более ранней. Она выгравирована и напечатана лучше. Различия между этими двумя указывают, что "Мастер Тарокки Мантеньи Серии Е" был более осведомлен о литературных источниках сюжетов. Фигуры же Серии S отличаются большей свободой и реализмом рисунка. Дата и место создания обеих серий всё ещё находятся в стадии обсуждения, но Серия E обычно относится ко времени вокруг 1465 года, а Серия S — между 1470 и 1475 годами (иногда её датируют 1485 годом). 36 изображений Серии S значительно отличаются от Серии E, ещё семь — отличаются лишь частично. У карт Серии E (в отличие от Серии S) имеется ряд из четырёх отверстий от гвоздя в декоративной кайме.

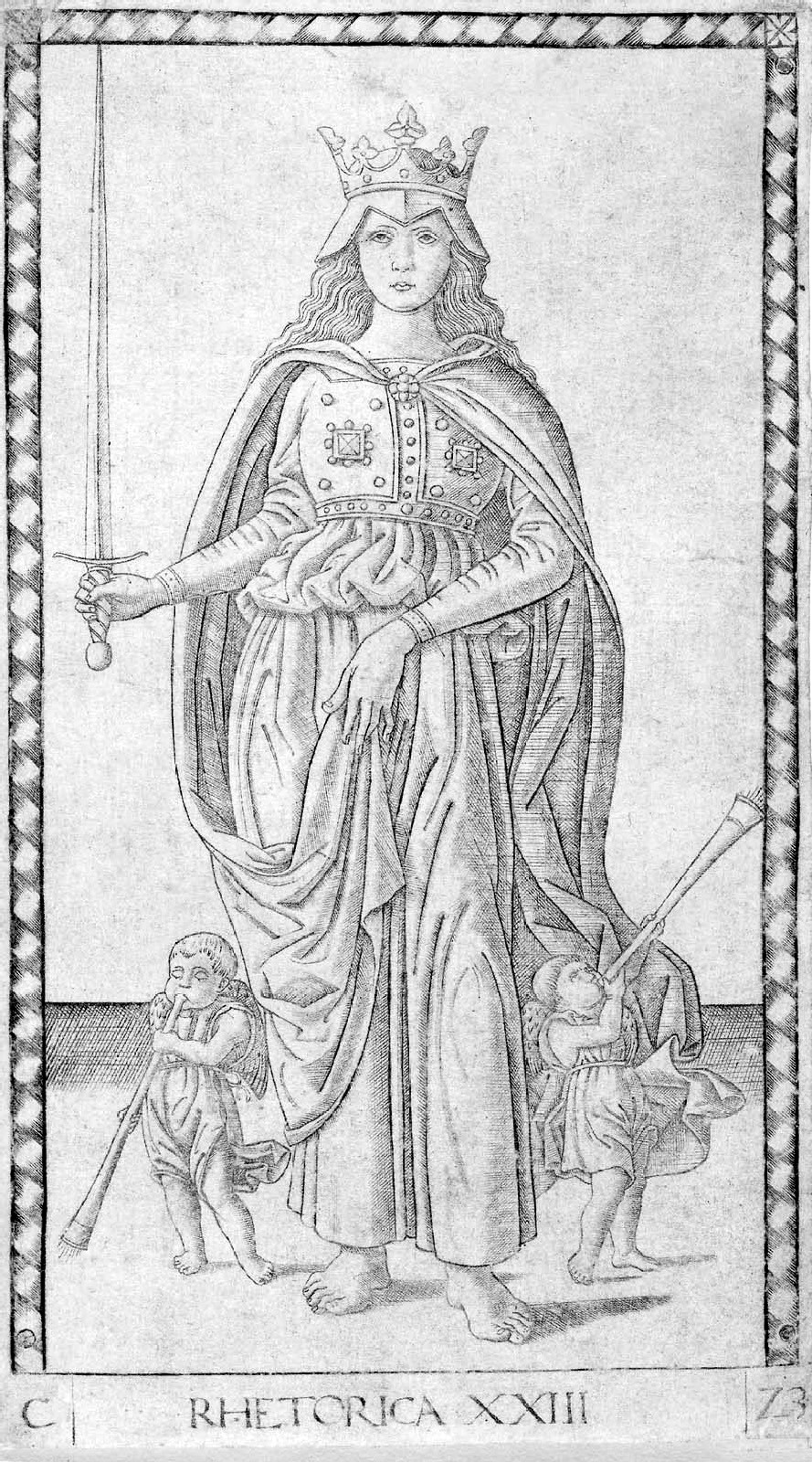
Риторика, серия E
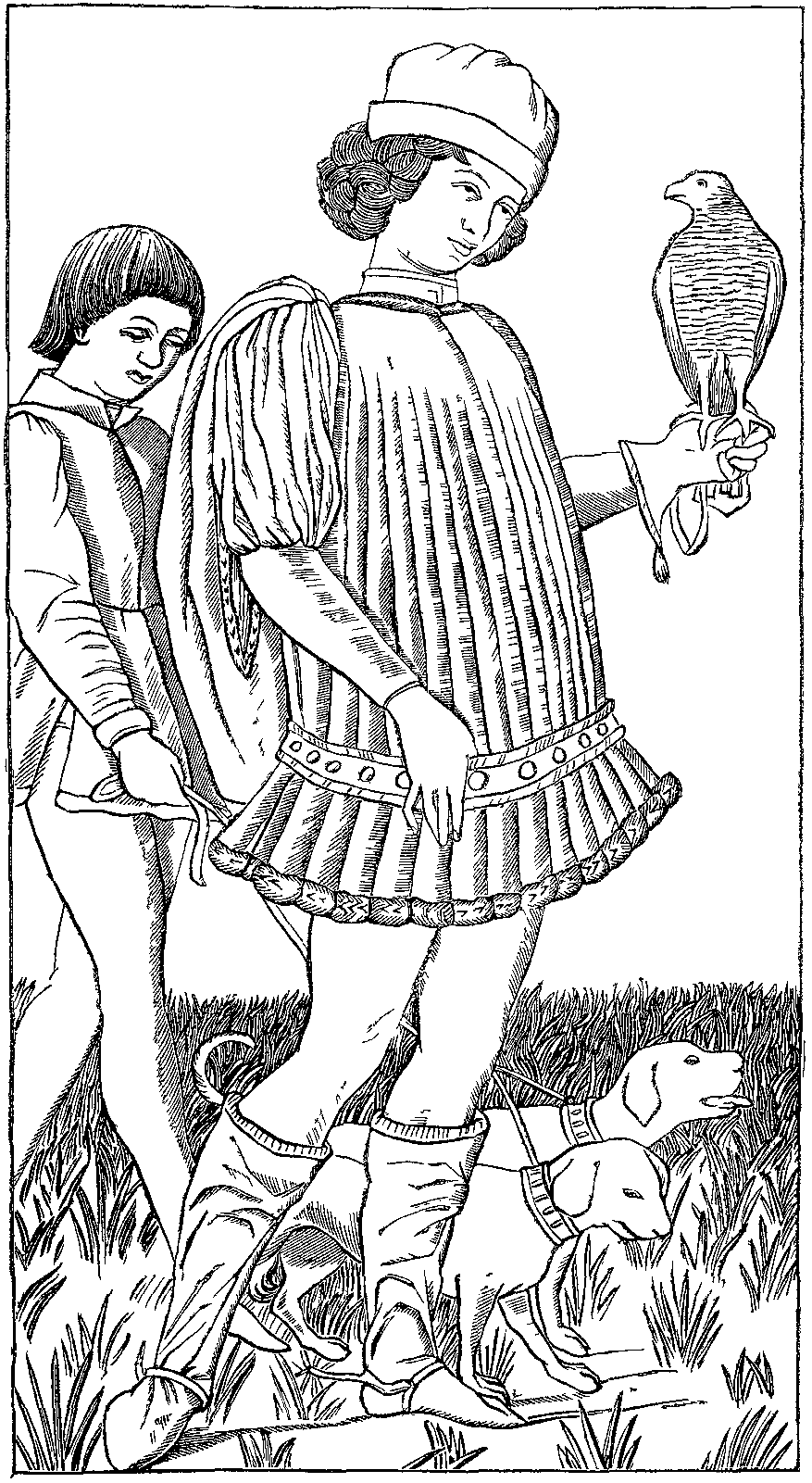
№ 5, серия Е, Знатный человек
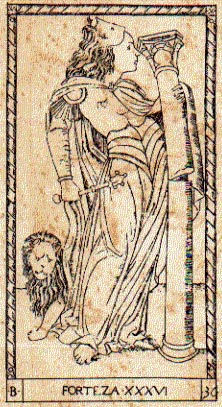
№ 36, серия E, Сила
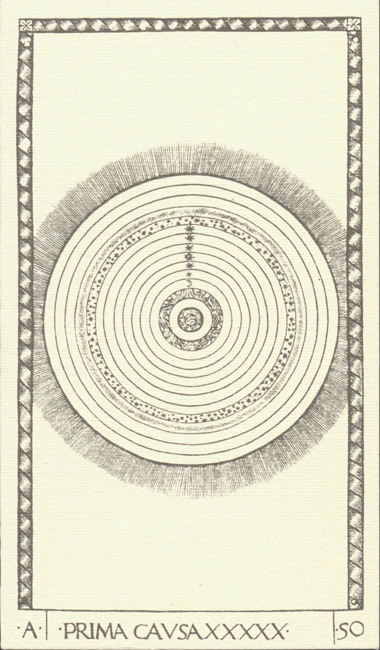
№ 50, серия Е, Первопричина (Dio)

## Интерпретация

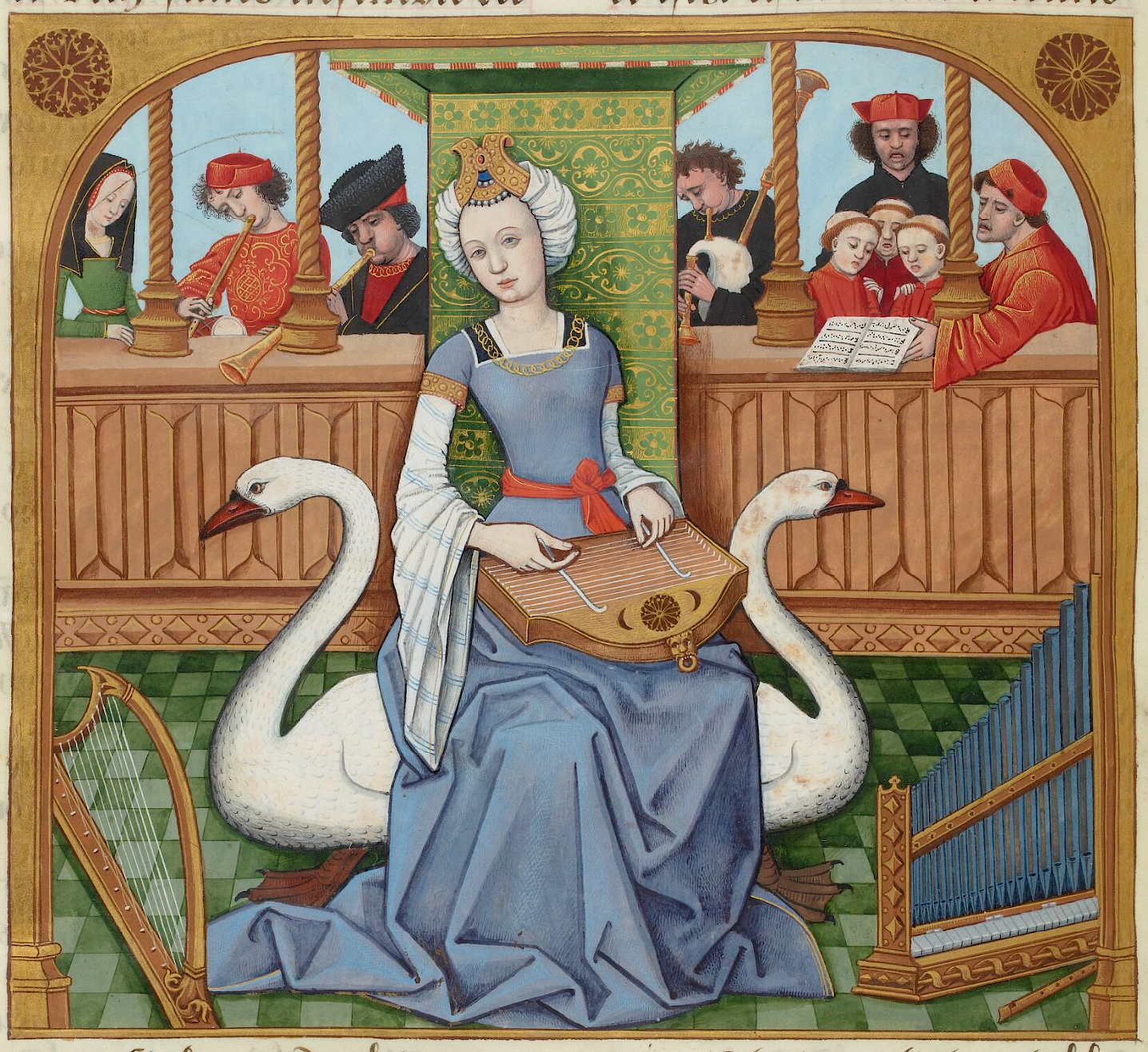
Робине Тестар. Нравоучительная книга о шахматах любви. Аллегория Музыки.

Существует несколько разных интерпретаций смысла Тарокки Мантеньи.

### Ренессансный гуманизм
Колода является гуманистической моделью космоса эпохи Возрождения, отражает сферы деятельности человека, представления об античной мифологии, идеологию и социальную структуру своего времени. Главное, что волновало авторов карт — глобальный принцип иерархизма устройства общества и природы.

### Герметическая традиция
Адам МакЛин говорил о герметической традиции, лежащей в основе итальянского Возрождения II половины XV века. Карты в этой версии отражают идеи Платоновской Академии Медичи, где Марсилио Фичино и другие ученые начали переводить ''Corpus Hermeticum'' и работы Платона, часть из которых была доставлена к флорентийскому двору Георгием Гемистом Плифоном (1355—1450), воспринимавшимся как получивший непосредственное посвящение в «платонической» школе мистерий на Востоке. Эта реконструкция герметического и неоплатонического эзотеризма нашла свое отражение в таких образах как Музы, Свободные Искусства, Главные Добродетели и Небесные Сферы. Тарокки Мантеньи должны рассматриваться как «книга символов» этого герметического течения.

### Отражение идей Данте
Анри Делаборд и Эмиль Галишон, считали, что карты — отражение философской энциклопедической системы «Божественной Комедии» Данте и напрямую соотносили фрагменты поэмы и отдельные карты.

### Мифологическая теория
Все иллюстрации — аллегорические изображения, представляющие собой своеобразную игру ума: различные скрытые значения стоят за символами и предлагают несколько дополнительных смыслов к основному. Многие из этих символов заимствованы из классической мифологии, основаны на подлинных текстах на древнегреческом языке, перекликаются между собой и для сопоставления изображены на разных картах. Например, карта «Солнце» представляет Аполлона (отождествлённого здесь с Гелиосом, олицетворением Солнца), бога, который гонит огненную колесницу по небу. Легенда рассказывает, что однажды его сын Фаэтон пытается овладеть колесницей, но теряет контроль, и так как Земля была в опасности из-за этого, то Юпитер поражает Фаэтона перуном. Можно наблюдать эту сцену на другой карте Тарокки Мантеньи в эпизоде с падением Фаэтона в Эридан, в то время, когда Аполлон ведёт колесницу в небеса. Обладатель карт должен был практиковаться в сопоставлении подобных карт друг с другом.